# Triphosa tangens
Triphosa tangens är en fjärilsart som beskrevs av Barend J. Lempke 1950. Triphosa tangens ingår i släktet Triphosa och familjen mätare. Inga underarter finns listade i Catalogue of Life.